# Limnophora sternopleuralis
Limnophora sternopleuralis är en tvåvingeart som beskrevs av Malloch 1929. Limnophora sternopleuralis ingår i släktet Limnophora och familjen husflugor. Inga underarter finns listade i Catalogue of Life.